# Martin Bernhard
Martin Bernhard (* 3. Oktober 1971 in Feldkirch) ist ein ehemaliger österreichischer Fußballspieler und derzeitiger -trainer.

## Karriere

### Als Spieler
Bernhard begann seine Karriere beim FC Dornbirn 1913. 1995 wechselte er zu Schwarz-Weiß Bregenz. Mit den Bregenzern konnte er 1996 in die zweite Liga aufsteigen. Nach dem Aufstieg wechselte er allerdings zum drittklassigen FC Lustenau 07. Nach einem halben Jahr bei den Lustenauern schloss er sich im Jänner 1997 dem Ligakonkurrenten SCR Altach an. Auch mit den Altachern gelang ihm der Aufstieg in die zweithöchste Spielklasse, aber abermals verließ er den Verein vor einem Zweitligaspiel und wechselte im Sommer 1997 zum FC Hard.
Zur Saison 1998/99 wechselte er zum viertklassigen FC Rot-Weiß Rankweil. 2000 ging er zum FC Viktoria 62 Bregenz, mit dem er 2001 in die Regionalliga aufsteigen konnte. Nach dem Wiederabstieg nach einer Saison verließ er den Verein. Danach ließ er seine Karriere noch beim unterklassigen FC Götzis ausklingen.

### Als Trainer
Nach seinem Karriereende arbeitete Bernhard zunächst als Jugendtrainer beim First Vienna FC. Ab 2008 fungierte er als Jugendtrainer beim FK Austria Wien und arbeitete auch als Assistent von Herbert Gager und Heimo Kump in der Akademie der Austria.
Zur Saison 2013/14 wurde Bernhard Co-Trainer von Damir Canadi beim Zweitligisten SCR Altach. Bernhard hatte bereits Canadis Sohn Marcel bei der Austria betreut. Im November 2016 wechselte er gemeinsam mit Canadi zum SK Rapid Wien. Nachdem Canadi im April 2017 beurlaubt worden war, wurde Bernhard zunächst bis zum Saisonende gemeinsam mit Goran Djuricin Cheftrainer. Zur Saison 2017/18 wurde schließlich Djuricin alleiniger Cheftrainer, während Bernhard wieder als Co fungierte. Am 22. Oktober 2018 wurde der Vertrag mit Martin Bernhard einvernehmlich aufgelöst. Mitte Juni 2019 wurde er Co-Trainer vom SCR Altach da der bisherige Co-Trainer Wolfgang Luisser eine einjährige Bildungskarenz einlegt.

## Persönliches
Nach seinem Karriereende hatte Bernhard zunächst Schauspiel studiert, ehe er eine Karriere als Trainer einschlug.